# Петъровице
Петъровице (на полски: Piotrowice) е село на Полша. Разположено е на река Висла, на приблизително 350 km от Балтийско море и Карпатите. Населението му е 352 души (2013 г.).

## География
Петъровице е център на Мазовското войводство.

## Галерия
- Пътят, водещ към Петъровице
- Гледка към Петъровице
- Езерото в Петъровице
- Кръст в центъра на Петъровице